# Signore di Badenoch
Signore di Badenoch era un antico titolo nobiliare del regno di Scozia.
Era tradizionalmente appannaggio del clan Comyn, ma la loro caduta in disgrazia dopo le guerre d'indipendenza scozzesi lì privò della maggior parte dei beni e dei titoli, compresa la signoria di Badenoch.

## Storia
La signoria di Badenoch venne creata nel 1229 da re Alessandro II di Scozia e concessa a Walter Comyn, membro del clan Comyn allora in ascesa nella politica scozzese. La coincidenza con lo sterminio del clan dei Meic Uilleim, ha portato alcuni storici ad ipotizzare che la signoria comprendesse le terre della famiglia ribelle, tuttavia questa rimane una teoria.
Dopo l'assassinio di John Comyn, III Signore di Badenoch da parte di Robert Bruce nel 1306, la signoria passò nelle mani del re di Scozia, nonostante John Comyn IV la reclamasse (sarebbe poi morto alla battaglia di Bannockburn nel 1314, di fatto rendendo nullo il reclamo). La signoria venne resa sussidiaria prima della contea di Moray, e infine del marchesato di Huntly, e ancora oggi il titolo di "signore di Badenoch" è subordinato a quello marchesale.

## Detentori del titolo

### Prima creazione (1229)
- Walter Comyn (1229-1258)[2]
- John Comyn, I signore di Badenoch (1258-1277)
- John Comyn, II signore di Badenoch (1277-1302 circa)
- John Comyn, III Signore di Badenoch (1302 circa - 1306)

- titolo usurpato da Robert Bruce (John Comyn IV pretendente 1306-1314)

### Seconda creazione (1312)
- Thomas Randolph, I conte di Moray (1312-1332)
- Thomas Randolph, II conte di Moray (1332)
- John Randolph, III conte di Moray (1332–1346)

### Terza creazione (1371)
- Alexander Stewart, conte di Buchan (1371-1394)
- Alexander Stewart, conte di Mar (1394-1435)

### Quarta creazione (1451)
- Alexander Gordon, I conte di Huntly (1451-1470)
- seguono tutti i conti e marchesi di Huntly fino ai giorni nostri